# Justicia congrua
Justicia congrua é uma espécie de  planta do gênero Justicia e da família Acanthaceae.

## Taxonomia
A espécie foi descrita em 1895 por Gustav Lindau.
Os seguintes sinônimos já foram catalogados:  
- Adhatoda congrua  Nees
- Ecbolium congruum  (Nees) Kuntze

## Forma de vida
É uma espécie terrícola e arbustiva.

## Conservação
A espécie faz parte da Lista Vermelha das espécies ameaçadas do estado do Espírito Santo, no sudeste do Brasil. A lista foi publicada em 13 de junho de 2005 por intermédio do decreto estadual nº 1.499-R.

## Distribuição
A espécie é endêmica do Brasil e encontrada nos estados brasileiros de Bahia, Espírito Santo e Pernambuco.
A espécie é encontrada no domínio fitogeográfico de Mata Atlântica, em regiões com vegetação de floresta ombrófila pluvial.